# Ronaldo Peña
Ronaldo Peña, né le 10 mars 1997 à Acarigua au Venezuela, est un footballeur vénézuélien. Il évolue au poste d'attaquant avec le club de l'Universidad Central. Il a joué aussi pour le club de Mouloudia d'Oran.

## Biographie
Avec l'équipe du Moreirense FC, Peña dispute 25 matchs en première division portugaise, inscrivant trois buts.
Il participe à la Ligue des champions de la CONCACAF avec le club du Houston Dynamo.